# Ґроностає-Пуща
Ґроностає-Пуща (пол. Gronostaje-Puszcza) — село в Польщі, у гміні Рутки Замбровського повіту Підляського воєводства.
Населення — 67 осіб (2011).
У 1975-1998 роках село належало до Ломжинського воєводства.

## Демографія
Демографічна структура станом на 31 березня 2011 року:
|          | Загалом | Допрацездатний вік | Працездатний вік | Постпрацездатний вік |
| -------- | ------- | ------------------ | ---------------- | -------------------- |
| Чоловіки | 32      | 10                 | 19               | 3                    |
| Жінки    | 35      | 7                  | 19               | 9                    |
| Разом    | 67      | 17                 | 38               | 12                   |